# Radobýl
Radobýl (399 m n. m., německy Radebeule či Radobil) je neovulkanický vrch v Českém středohoří. Nachází se na pravém břehu Labe severně od Žalhostic a tři kilometry západně od Litoměřic. Typickou siluetu vrch získal odtěžením velké části západní strany.
Kopec se nachází na území chráněné krajinné oblasti České středohoří a jeho k jihu obrácená část je chráněná jako stejnojmenná přírodní památka. Důvodem ochrany území jsou suché trávníky s výskytem vzácných rostlin a živočichů, ke kterým patří různé druhy záraz a motýlů.

## Ochrana území
Předmětem ochrany je geomorfologicky významná dominanta neovulkanického původu s dochovanou ukázkou sloupcovité odlučnosti čedičové horniny, společenstva skal, skalních stepí, sutí a trávníků.
Chráněné území vyhlásil litoměřický okresní národní výbor dne 14. října 1966 v kategorii chráněný přírodní výtvor a podruhé Ministerstvo kultury ČSR dne 17. dubna 1969 v kategorii chráněné naleziště. Naposledy přírodní památku vyhlásila Správa Chráněné krajinné oblasti České středohoří s účinností ode dne 6. ledna 2015. Přírodní památka je v Ústředním seznamu ochrany přírody evidována pod číslem 356 a překrývá se se stejnojmennou evropsky významnou lokalitou.

## Historie

### Karel Hynek Mácha
V neděli 23. října 1836 si Karel Hynek Mácha z vrchu Radobýlu, kde upravoval svou poslední báseň Cesta z Čech, všiml požáru dole v Litoměřicích. Při obětavém hašení se nalokal vody, jež mohla být zdrojem jeho pozdějšího infekčního onemocnění. Dne 6. listopadu 1836 zemřel.

### Důl a podzemní továrna Richard

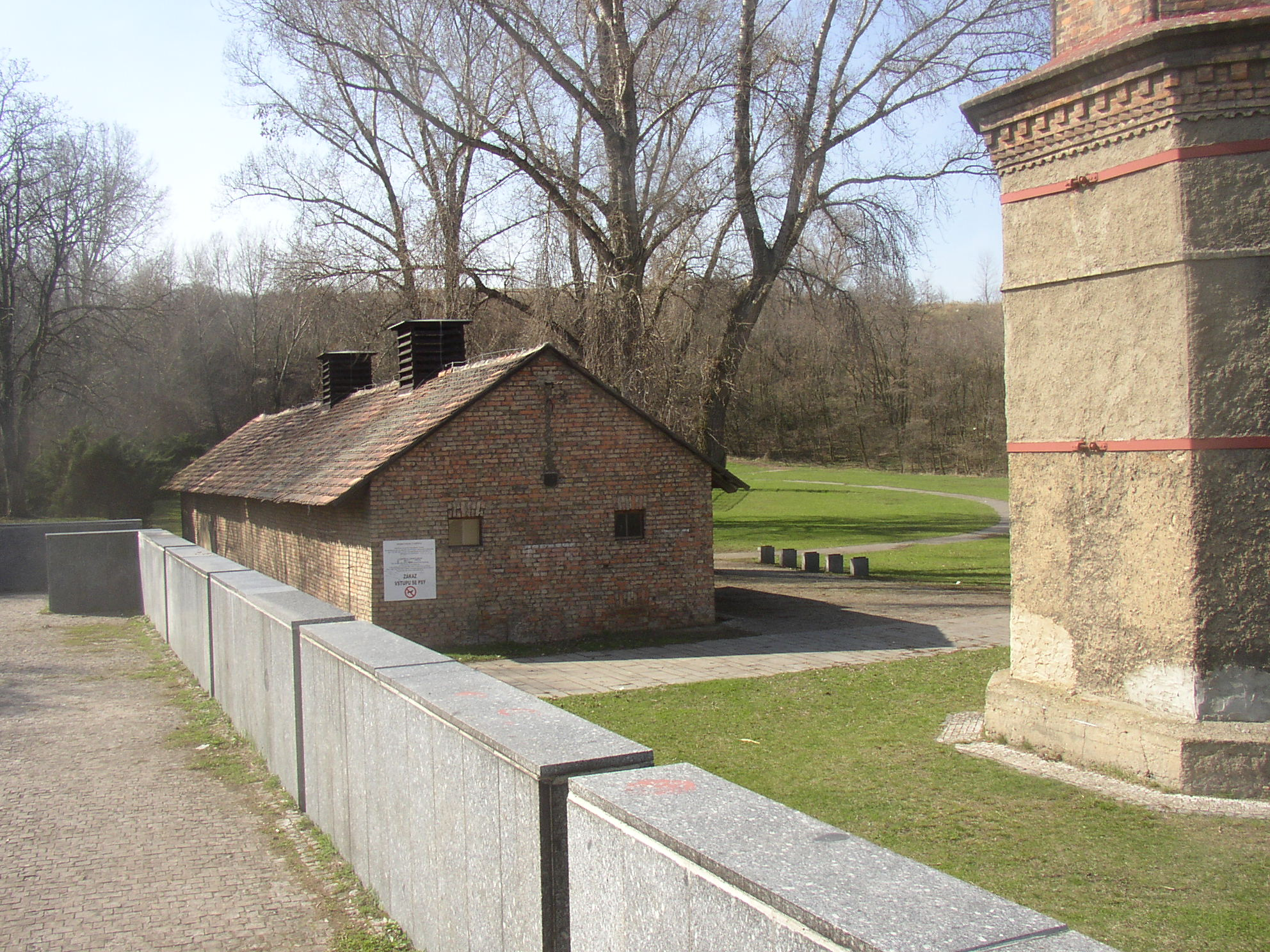
Krematorium na východním úpatí vrchu

Severně od Radobýlu, pod sousedním návrším Bídnice se nachází důl Richard, jenž byl založen v roce 1864 a sloužil k těžbě vápence. Za druhé světové války sloužil nacistům jako podzemní továrna na výrobu leteckých součástí. V této pobočce koncentračního tábora Flossenbürg bylo v nelidských podmínkách nasazeno na 18 tisíc vězňů. Toto období dosud připomíná budova někdejšího táborového krematoria (u místa, kde silnice z Litoměřic přemosťuje železniční trať). Podzemní prostory jsou většinou zavalené a od prosince roku 2001 je důl uzavřený veřejnosti. Z menší části je důl od roku 1964 využívaný jako úložiště radioaktivního odpadu s nízkoúrovňovou radiací. Tomuto účelu by měl sloužit do roku 2070.
Těžba kamene probíhala na Radobýlu od poloviny devatenáctého století a k jejímu útlumu došlo po roce 1945. Lom měl tři etáže, z nichž nejnižší se nazývala Max, prostřední Georg a nejvyšší Richard. Přilehlé svahy sloužily jako vinice a pastviny. Pastva ovcí ustala po roce 1980.

## Přírodní poměry

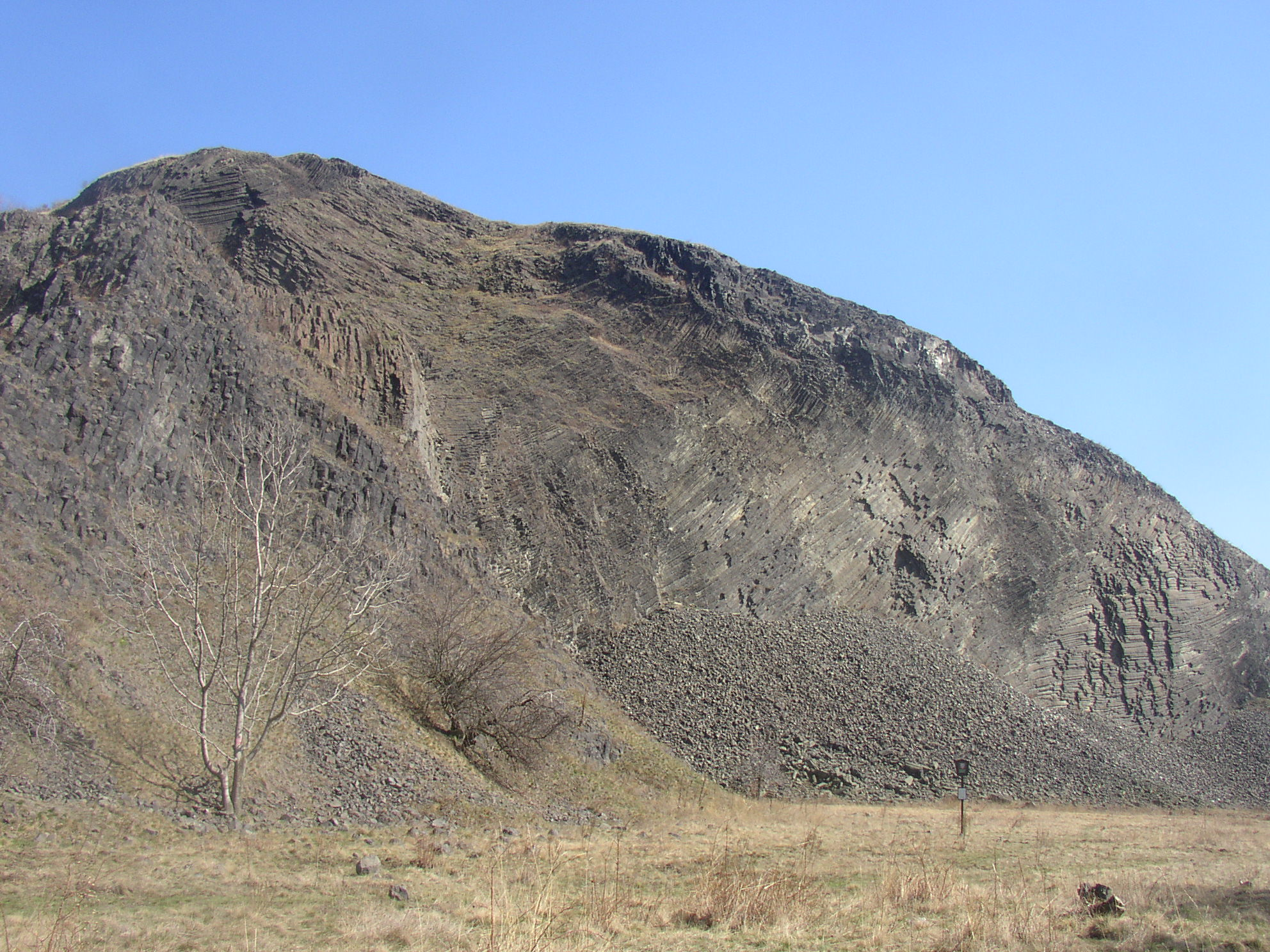
Opuštěný lom

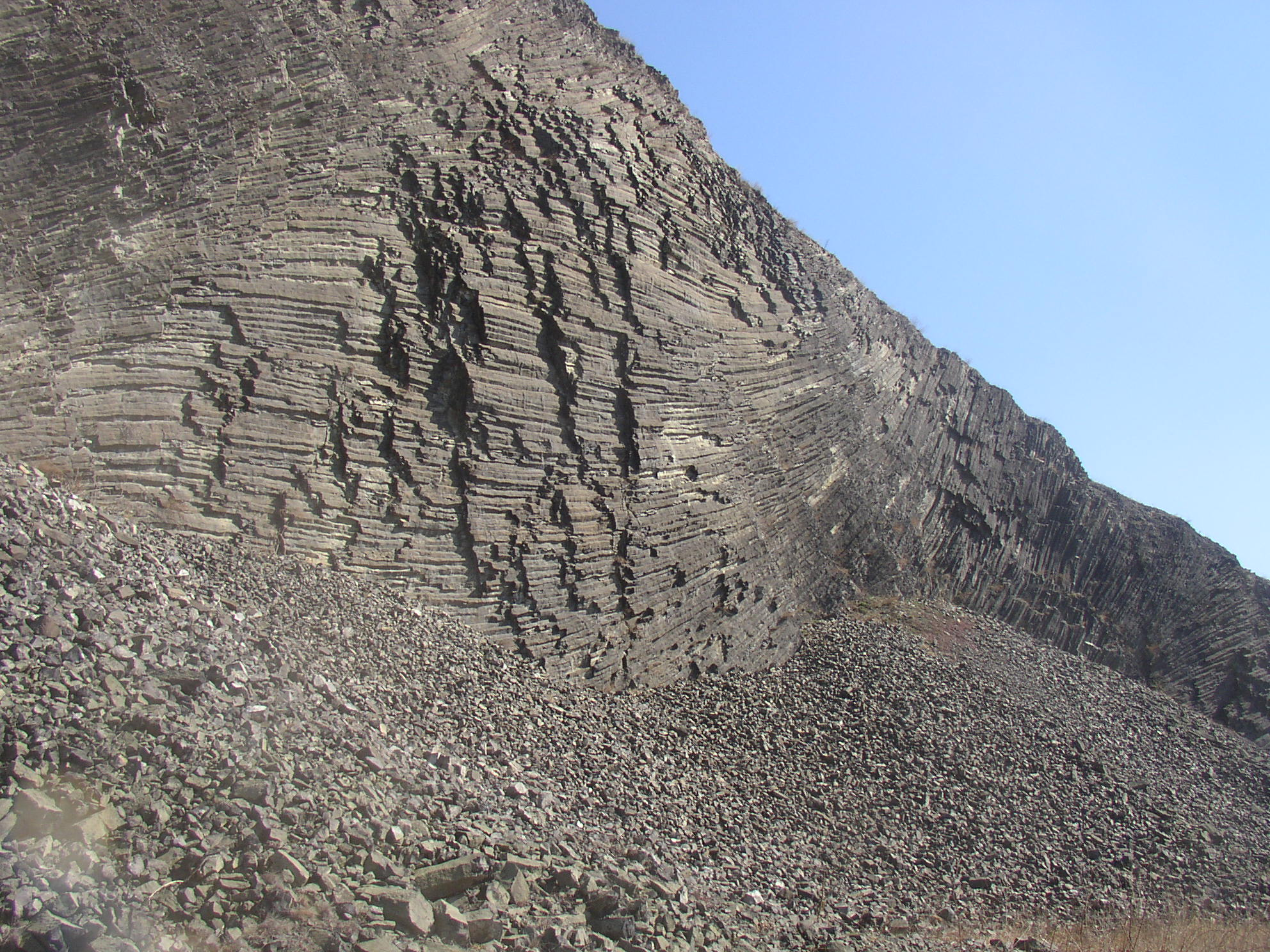
Sloupcová odlučnost čediče v lomu

Chráněné území měří 6,256 hektaru a nachází se v nadmořské výšce 278–399 metrů v katastrálních územích Žalhostice a Litoměřice.
Předmětem ochrany je geologický profil s patrnou sloupcovou odlučností nefelinického bazanitu, ekosystémy širokolistých a úzkolistých suchých trávníků, štěrbinová vegetace silikátových skal a pohyblivých sutí. K význačným zvláště chráněným druhům na lokalitě patří rostliny pískavice thesálská (Trigonella monspeliaca), mordovka nachová pravá (Phelipanche purpurea subsp. purpurea), záraza namodralá (Orobanche coerulescens), záraza šupinatá (Orobanche artemisiae-campestris) a živočichové saranče skalní (Stenobotrus eurasius), přástevník kostivalový (Callimorpha quadripunctaria), modrásek kozincový (Glaukopsyche alexis) a modrásek východní (Pseudophilotes vicrama).

### Abiotické podmínky
Vrch Radobýl je pozůstatkem žilného tělesa tvořeného nefelinickým bazanitem, které proniklo usazenými slínovci. V bývalé lomové stěně jsou obnaženy v důsledku složitých podmínek při ochlazování magmatu až chaoticky uspořádané sloupce čedičové horniny. Při těžbě kamene byla odkryta deset metrů dlouhá puklinová jeskyně, která se vytvořila v místě kontaktu dvou lávových proudů.
V geomorfologickém členění Česka kopec leží v Českém středohoří, v podcelku Milešovské středohoří a v okrsku Kostomlatské středohoří. Nadmořská výška vrchu je 399,4 metrů. Jeho severní část je porostlá listnatým lesem se zastoupením buku, dubu, jasanu a javoru. V jižní části jsou patrné projevy mrazového zvětrávání (mrazové stěny a sruby), balvanové proudy a haldy.
Voda z chráněného území stéká do blízkého Labe. Jediným půdním typem na lokalitě je pararendzina. V rámci Quittovy klasifikace podnebí se celé území nachází v teplé oblasti T2, pro kterou jsou typické průměrné teploty −2 až −3 °C v lednu a 18–19 °C v červenci. Roční úhrn srážek dosahuje 550–700 milimetrů, počet letních dnů je 50–60, počet mrazových dnů se pohybuje mezi 100–110 a sněhová pokrývka zde leží 40–50 dnů v roce.

### Flóra

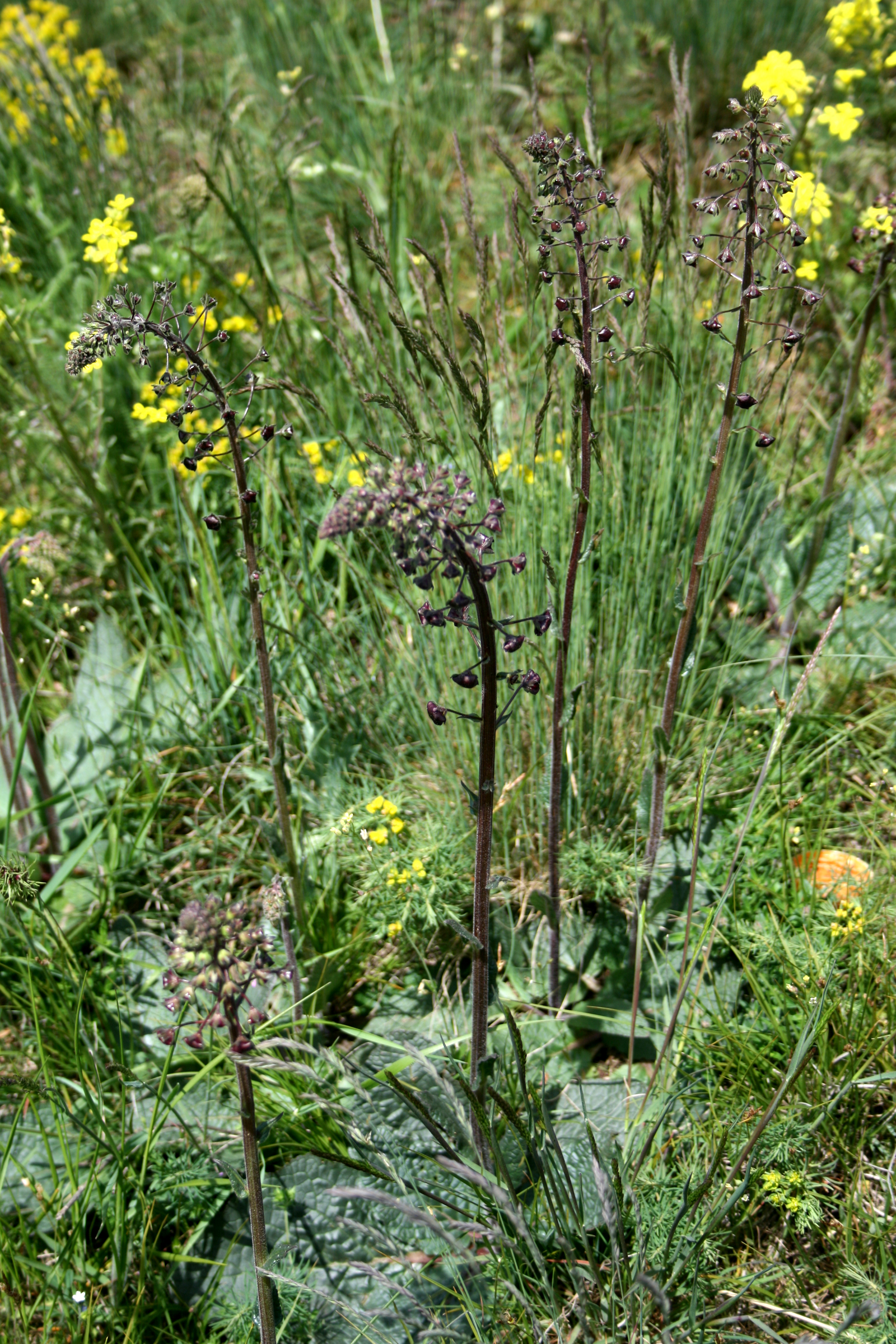
Divizna brunátná

Kromě rostlin, které patří k předmětu ochrany území a z nichž se většina vyskytuje vzácně a jen v malém počtu jedinců, na Radobýlu roste řada dalších chráněných druhů. Jsou to divizna brunátná (Verbascum phoeniceum), bělozářka liliovitá (Anthericum liliago), kavyl sličný (Stipa pulcherrima), kavyl Ivanův (Stipa pennata), kavyl vláskovitý (Stipa capillata), koniklec luční český (Pulsatilla pratensis subsp. bohemica), kozinec bezlodyžný (Astragalus exscapus), kozinec rakouský (Astragalus austriacus), modřenec tenkokvětý (Muscari tenuiflorum), záraza hořčíková (Orobanche picridis) a záraza žlutá (Orobanche lutea).

### Fauna
Ze silně ohrožených savců byl na Radobýlu zaznamenán výskyt plšíka lískového (Muscardinus avellanarius). Po celé ploše území se vyskytují plazi jako je ještěrka obecná (Lacerta agilis), slepýš křehký (Anguis fragilis) a užovka hladká (Coronella austriaca). Z ptáků v přírodní památce hnízdí ohrožený bramborníček černohlavý (Saxicola rubicola) a v okrajových částech byli pozorováni kriticky ohrožený strnad luční (Emberiza calandra), silně ohrožená pěnice vlašská (Sylvia nisoria) a ohrožený ťuhýk obecný (Lanius collurio).
Početné je druhové zastoupení brouků a motýlů. Z brouků se vyskytují různé druhy střevlíků. Zaznamenán byl také drabčík Ocypus opthalmicus, krasec Anhaxia manca, potemník  Platydema violaceum nebo puchýřník lékařský (Lytta vesicatoria). Na stepních biotopech žije saranče slámová (Euchorthippus pulvinatus) a saranče skalní (Stenobotrus eurasius bohemicus).
Hojný je výskyt motýlů lišaje svízelového (Hyles gallii), otakárka fenyklového (Papilio machaon) a otakárka ovocného (Iphiclides podalirius). Populaci s desítkami jedinců zde má modrásek kozincový (Glaucopsyche alexis) a v menších počtech se vyskytuje modrásek východní (Pseudophilotes vicrama), okáč metlicový (Hipparchia semele), ostruháček jilmový (Satyrium w-album), soumračník čárkovaný (Hesperia comma) a zelenáček velký (Jordanita notata).
Své zastoupení mají v přírodní památce také měkkýši. Žije zde zrnovka trojzubá (Pupilla triplicata), papáskovka žíhaná (Caucasotachea vindobonensis), skelnatka stlačená (Mediterranea depressa) a skelnatka hladká (Morlina glabra). Všechny uvedené druhy měkkýšů zde tvoří stabilní populace.

## Kříže na vrcholu
První dřevěný kříž byl na vrcholu vztyčen již 3. května 1622. Vyroben byl z dubového dřeva a vydržel 250 let, kdy jej nahradil železný kříž. Současný v pořadí osmý kříž, a to ocelový, byl na vrcholu usazen 29. října 1991, nahradil předchozí litinový kříž zničený roku 1984 vichřicí.

## Přístup a výhled

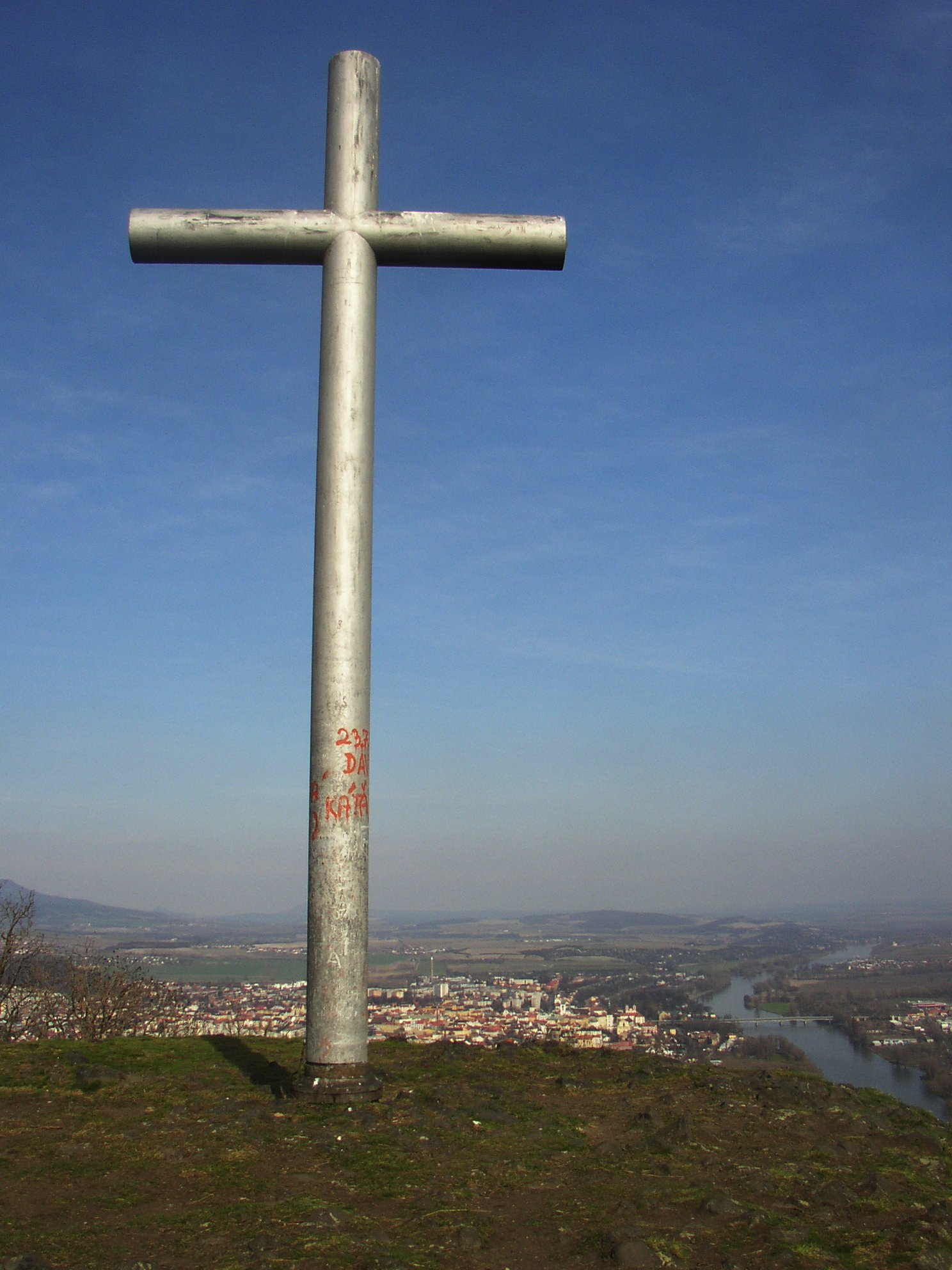
Kříž na vrcholu

Na vrchol kopce vede odbočka ze žlutě značené trasy vedoucí z železniční zastávky Žalhostice na železniční trati Lovosice – Česká Lípa do Litoměřic. Samotným chráněným územím nacházející se na strmých západních, jižních a východních svazích vrchu nevede žádná turisticky značená trasa.
Z holého temene Radobýlu se otevírá téměř kruhový výhled na Litoměřice, Terezínskou kotlinu, Labe, Píšťanské jezero, Lovosice a přilehlou část Českého středohoří.